# Принцип Смурфетти
Принцип Смурфетти (англ. Smurfette principle) — практика у художніх творах, насамперед у фільмах та телесеріалах, включати у повністю чоловічий склад персонажів лише одну жінку. Ця практика задає розповідь, у якій переважають чоловіки, а жінка — є винятком і існує лише додатково до чоловіків. Внаслідок цього твори, які використовують такий троп, часто не проходять тест Бекдел, який є індикатором гендерної упередженості у художніх творах.
Термін створила американська поетеса та критикиня Ката Поллітт у 1991 році у «Нью-Йорк Таймс»:
|  | Сучасні шоу є або повністю чоловічими, як «Гарфілд», або збудовані на тому, що я називаю принцип Смурфетти: група чоловіків-приятелів буде підкреслена однією жінкою, стереотипно характеризованою... Повідомлення ясне. Хлопці — це норма, дівчата — відміна; хлопці — центральні, дівчата — периферичні; хлопці — індивідуальні, дівчата — типові. Хлопці визначають групу, її історію та її кодекс цінностей. Дівчата існують тільки відносно хлопців.Оригінальний текст (англ.) Contemporary shows are either essentially all-male, like "Garfield," or are organized on what I call the Smurfette principle: a group of male buddies will be accented by a lone female, stereotypically defined... The message is clear. Boys are the norm, girls the variation; boys are central, girls peripheral; boys are individuals, girls types. Boys define the group, its story and its code of values. Girls exist only in relation to boys. |

## Приклади
Названий на честь Смурфетти, єдиної персонажки серед смурфів, принцип також спостерігається у наступних творах:
- Міс Піггі[en] серед маппетів[en][4][5],
- Лея Орґана в оригінальній трилогії «Зоряних воєн»[5],
- Пенні у «Теорії великого вибуху» (у 1—3 сезонах)[5],
- Елейн Бенес[en] у «Сайнфелді»[6],
- Канга у творах про Вінні-Пуха[4],
- Ейпріл О'Ніл у Черепашках-ніндзя[3][4],
- Ґамора у «Вартових Галактики»[7],
- Чорна Вдова у «Месниках»[7],
- Одинадцять у «Дивних дивах»[8].

Більше прикладів можна знайти на сайті TV Tropes.